# Будинок Ю. В. Попова
Будинок Ю. В. Попова — одноверхова будівля в Сімферополі. Пам'ятка культурної спадщини України 4755-АР.

## Опис
Будинок побудований у другій половині XIX століття.
Розташований на розі проспекту Кірова з вулицею Леніна, 29/1, літ. А, блок Б, навпроти Міського саду.
1980 році було проведено реконструкцію вулиці, в ході якої було знесено будинки № 1 і 3. Фасад Будинку Попова було збережено та вбудовано в нову будівлю.

## Галерея

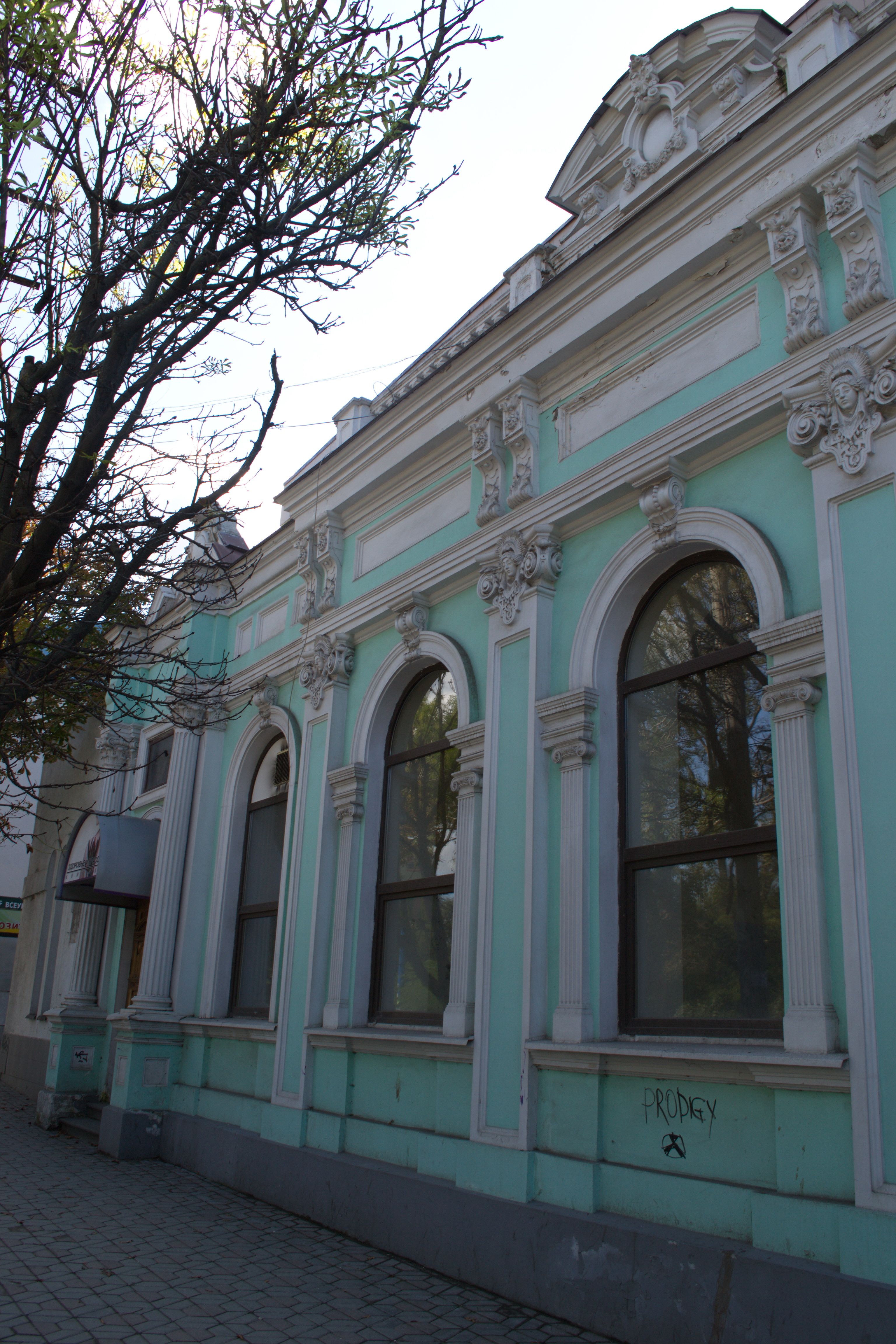
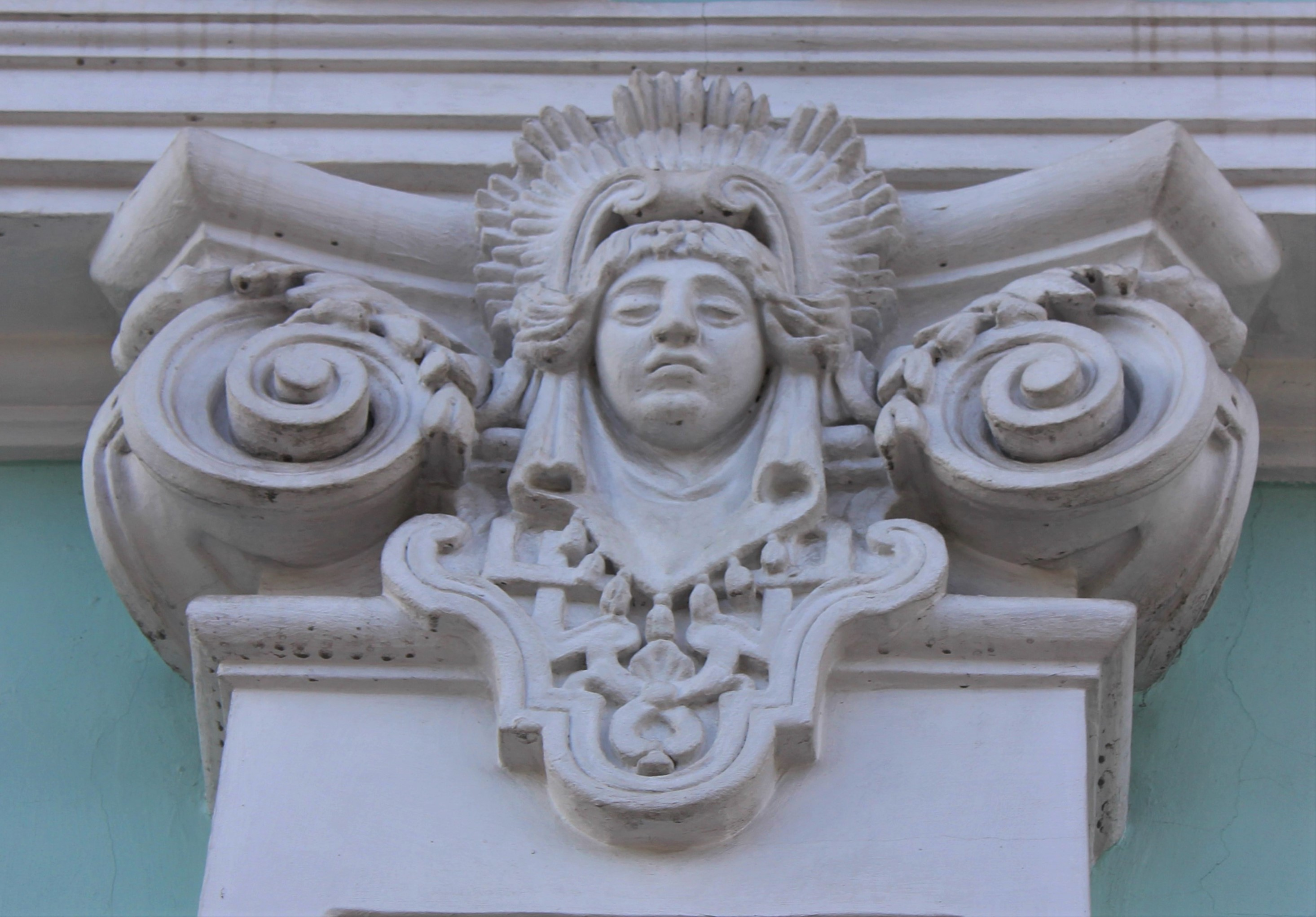
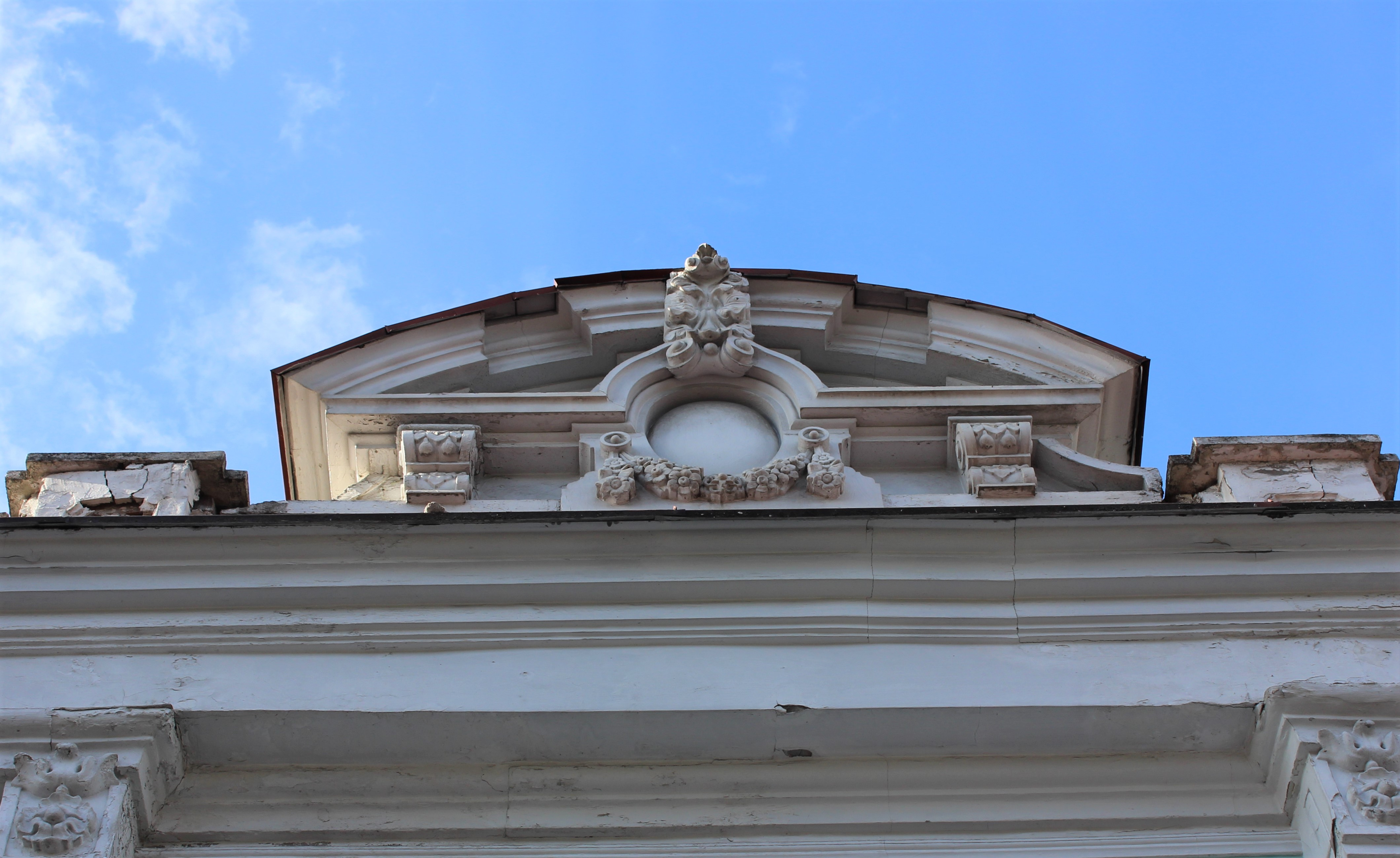